# Station Wągry
Station Wągry is een spoorwegstation in de Poolse plaats Wągry.